# Mini United

Logo von Mini

Die Mini United (Mini vereint) ist ein internationales Festival für Mini-Autos.

## Geschichte
Im Laufe der 1960er-Jahre entstand in Großbritannien eine britische classic Mini, eine aktive und vielfältige Fangemeinde. Das Interesse der Fangemeinde bestand schon damals im Austausch von Wissen und Erfahrung rund um die Technik des Mini. Diese Welle ging auch nach Deutschland über, es gibt etwa 6000 Mitglieder in mehr als 100 classic-Mini-Communities und über 50 MINI-Clubs. Zum interaktiven Treffpunkt hat sich die Website MINISPACE.com entwickelt.
Nach zahlreichen marktspezifischen Aktivitäten in einer Vielzahl von Ländern wird seit 2005 das internationale Festival MINI United veranstaltet. Das erste Mini-United-Festival wurde in Misano beim Weltfinale mit Rennfahrer Alessandro Zanardi veranstaltet.
Es kamen rund 6000 Besucher aus mehr als 40 Nationen. Im Jahr 2009 feierte man in der britischen Stadt Silverstone mit einem Festival 50 Jahre Mini. Das Festival 2012 in Le Castellet stand ganz im Zeichen der Musik. Das erste Mini-United-Festival in Asien wurde 2012 in der Stadt Xiamen mit einem spektakulären Open-Air-Festival für Fans der britischen Kleinwagenmarke veranstaltet; es kamen ungefähr 700 Besucher.

## Festival

### Europa
- 28.−30. Oktober 2005, Misano Adriatico  Italien, Misano World Circuit Marco Simoncelli, ca. 6.000 Besucher[4]
- 22.−24. Juni 2007, Amsterdam  Niederlande, Circuit Park Zandvoort, ca. 8.000 Besucher[4]
- 22.−24. Mai 2009, Silverstone  Vereinigtes Königreich, Silverstone Circuit, ca. 25.000 Besucher[4]
- 11.−13. Mai 2012, Le Castellet  Frankreich, Circuit Paul Ricard, ca. 30.000 Besucher[5]

### Asien
- 23. Juni 2012, Xiamen  Volksrepublik China, ca. 700 Besucher[3]

## Rennen
Die Rennen der Mini Challenge Deutschland fanden 2005, 2007, 2009 und die neu gegründete Mini Trophy 2012 im Rahmenprogramm der Mini United Festival Europa statt.
|                            | Ort                        | Strecke                                            | Qualifying                                     | Rennen I                                        | Rennen II                                     |                            |                            |                            |
| Mini Challenge Deutschland | Mini Challenge Deutschland | Mini Challenge Deutschland                         | Mini Challenge Deutschland                     | Mini Challenge Deutschland                      | Mini Challenge Deutschland                    | Mini Challenge Deutschland | Mini Challenge Deutschland | Mini Challenge Deutschland |
| -------------------------- | -------------------------- | -------------------------------------------------- | ---------------------------------------------- | ----------------------------------------------- | --------------------------------------------- | -------------------------- | -------------------------- | -------------------------- |
| 1.                         | Misano 2005                | Misano World Circuit Marco Simoncelli (Weltfinale) | Maxime Martin 1'51.423                         | Markus Palttala 30'07.738                       | Maxime Martin 30'03.895                       |                            |                            |                            |
|                            |                            |                                                    |                                                |                                                 |                                               |                            |                            |                            |
| 2.                         | Zandvoort 2007             | Circuit Park Zandvoort                             |                                                | Jeroen Bleekemolen Team ProSieben (30:47.618)   | Jeroen Bleekemolen Team ProSieben (30'03.895) |                            |                            |                            |
|                            |                            |                                                    |                                                |                                                 |                                               |                            |                            |                            |
| 3.                         | Silverstone 2009           | Silverstone Circuit                                | Thomas Jäger die agentour Racing (2:09.648)    | Thomas Jäger die agentour Racing (46:36.689)    | Daniel Haglof Gigamot (31:53.080)             |                            |                            |                            |
| Mini Trophy                |                            |                                                    |                                                |                                                 |                                               |                            |                            |                            |
| 4.                         | Le Castellet 2012          | Circuit Paul Ricard                                | Thomas Tekaat Besaplast Team Dombek (1:46.616) | Thomas Tekaat Besaplast Team Dombek (30:51.342) | Ralf Martin Gigamot I (30:37.621)             |                            |                            |                            |